# Chrysina gloriosa
Chrysina gloriosa là một loài bọ cánh cứng trong họ Scarabaeidae. Con trưởng thành dài 25 đến 28 milimét (0,98 đến 1,10 in) và có màu lục sáng với các dải màu bạc trên cánh. Con trưởng thành ăn các lá juniper ở độ cao lớn và có thể ngụy trang giống thực vật.